# Société Mathématique de France
Die Société mathématique de France (SMF) ist die französische Mathematikergesellschaft.

## Geschichte
Die Société mathématique de France wurde 1872 von Michel Chasles (dem ersten Präsidenten) gegründet und 1888 staatlich anerkannt (sie sind eine gemeinnützige Gesellschaft in der Rechtsform der Association loi de 1901). In ihren im ersten Band des Bulletin de la SMF veröffentlichten Statuten erklären sie die Förderung der Wissenschaften und der Reinen und Angewandten Mathematik zu ihrem Ziel. 

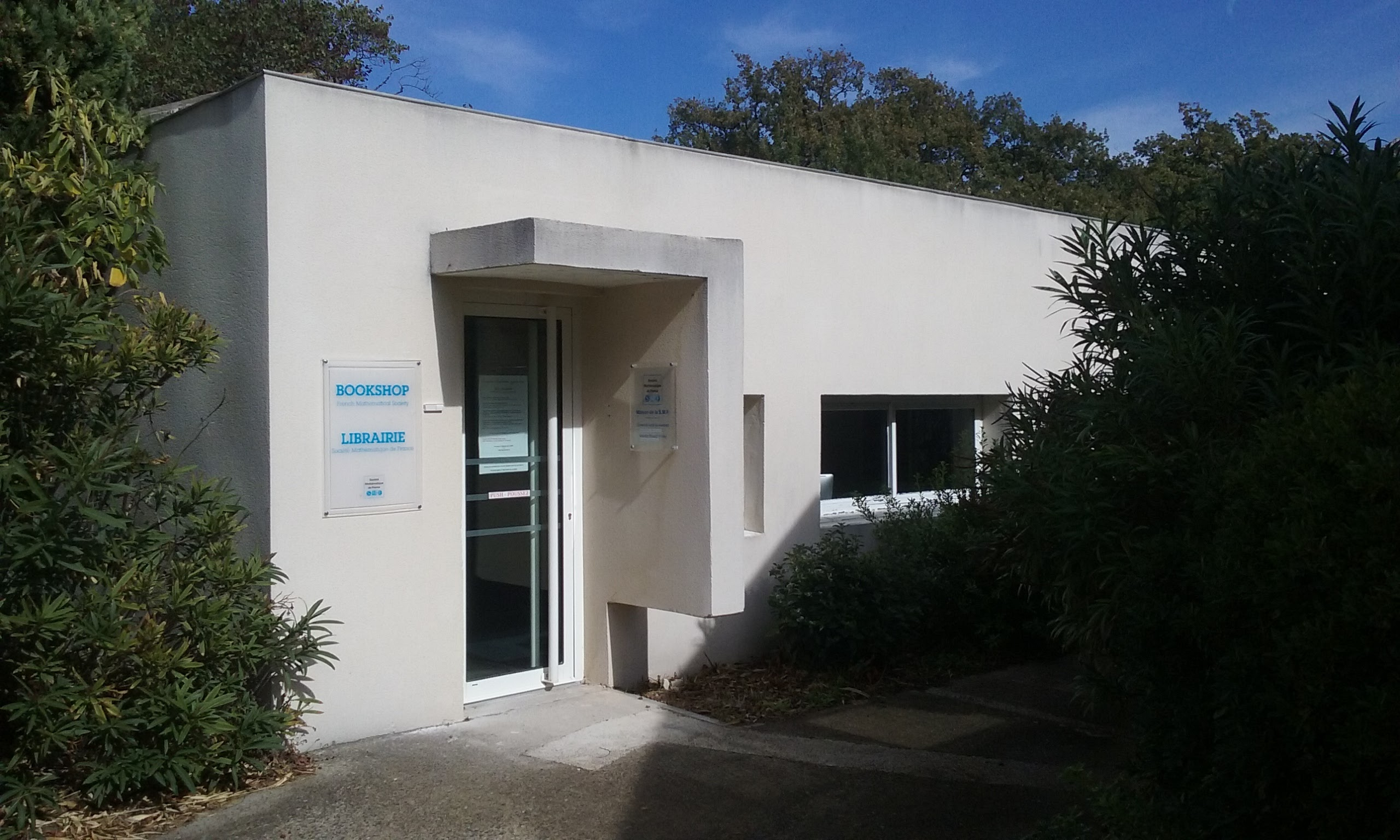
Haus der SMF beim Centre International de Rencontres Mathématiques in Luminy bei Marseille

## Einrichtungen
Sitz der Gesellschaft ist das Institut Henri Poincaré, Rue Pierre et Marie Curie 11 in Paris. Die SMF hat ein eigenes mathematisches Zentrum, vergleichbar mit dem deutschen Oberwolfach, das CIRM (Centre International de Rencontres Mathématiques) mit einer Bibliothek von 75.000 Bänden (2017) in Luminy, einem südöstlichen Vorort von Marseille (wo sich auch der Campus der Universität des Mittelmeeres Aix-Marseille II befindet). Dort werden pro Jahr etwa 50 internationale Konferenzen organisiert und Sommerschulen veranstaltet. In ihrer Zweigstelle in Luminy lagert die SMF ihre Publikationen und versendet sie von dort aus. 

## Veranstaltungen
Die Gesellschaft hat keine große jährliche Konferenz, sondern trifft sich an einem Sonntag Mitte Juli zum Journée annuelle, der in Paris und alle zwei Jahre außerhalb Paris stattfindet und einige Vorlesungen zu jährlich ausgewählten Themengebieten vorsieht. Außerdem veranstalten sie regelmäßig zu speziellen Themen Sessions de la recherche (oft in ihrer Reihe Panoramas et Synthèses veröffentlicht) und Konferenzen mit anderen nationalen und internationalen Mathematikergesellschaften wie der kanadischen, spanischen, italienischen oder US-amerikanischen (AMS) oder der SMAI (Société de mathématiques appliquées et industrielles), der 1983 gegründeten französischen Entsprechung des US-amerikanischen SIAM.

## Veröffentlichungen
Die Gesellschaft veröffentlicht unter anderem den Bulletin de la SMF (seit 1873), die Gazette des mathématiciens (ihre allgemeine Mitglieder-Zeitschrift), die Revue d’histoire des mathématiques (seit 1995), die Annales scientifiques de l’ENS (École normale supérieure) und gibt die Reihen Mémoires de la SMF (seit 1964, Monographien) und Astérisque (seit 1973, Monographien, Tagungsberichte, Bourbaki-Seminare) heraus. Sie gibt auch gesammelte Werke von Mathematikern heraus und zum Beispiel Reprints der Bourbaki-Seminare.
Seit der Präsidentschaft von Jean-Pierre Bourguignon in den 1990er Jahren widmet sie sich auch verstärkt der Popularisierung der Mathematik und vergibt dafür seit 1984 den Prix d’Alembert (für Arbeiten, die die öffentliche Aufmerksamkeit auf die Mathematik lenken) und den Prix Anatole Decerf (für Mathematikpädagogik). 2019 hatte die SMF etwa 1800 Mitglieder.

## Präsidenten
- 1873: Michel Chasles (1793–1880)
- 1874: Laffon de Ladebat
- 1875: Irénée-Jules Bienaymé (1796–1878)
- 1876: Jules-Antoine-René Maillard de la Gournerie (1814–1883)
- 1877: Victor Mayer Amédée Mannheim (1831–1906)
- 1878: Jean Gaston Darboux (1842–1917)
- 1879: Pierre Ossian Bonnet (1819–1892)
- 1880: Camille Jordan (1838–1922)
- 1881: Edmond Nicolas Laguerre (1834–1886)
- 1882: Georges Henri Halphen (1844–1889)
- 1883: Eugène Rouché (1832–1910)
- 1884: Émile Picard (1856–1941)
- 1885: Paul Appell (1855–1930)
- 1886: Henri Poincaré (1854–1912)
- 1887: Georges Fouret
- 1888: Charles-Ange Laisant (1841–1920)
- 1889: Désiré André (1840–1917)
- 1890: Julien Napoléon Haton de la Goupillière (1833–1927)
- 1891: Édouard Collignon (1831–1913)
- 1892: Eugène Vicaire
- 1893: Georges Humbert (1859–1921)
- 1894: Henry Picquet
- 1895: Édouard Goursat (1858–1936)
- 1896: Gabriel Koenigs (1858–1931)
- 1897: Émile Picard (1856–1941)
- 1898: Léon Lecornu (1854–1940)
- 1899: Emile Guyou (1843–1915)
- 1900: Henri Poincaré (1854–1912)
- 1901: Maurice d’Ocagne (1862–1938)
- 1902: Louis Raffy
- 1903: Paul Painlevé (1863–1933)
- 1904: Emmanuel Carvallo (1856–1945)
- 1905: Émile Borel (1871–1956)
- 1906: Jacques Hadamard (1865–1963)
- 1907: Emile Blutel
- 1908: Raoul Perrin
- 1909: Charles Bioche (1859–1949)
- 1910: Raoul Bricard (1870–1943)
- 1911: Lucien Lévy[2]
- 1912: Henri Andoyer (1862–1929)
- 1913: François Cosserat (1852–1914)
- 1914: Ernest Vessiot (1865–1952)
- 1915: Élie Cartan (1869–1951)
- 1916: Maurice Fouché
- 1917: Claude Guichard (1861–1924)
- 1918: Edmond Maillet (1865–1938)
- 1919: Henri Lebesgue (1875–1941)
- 1920: Jules Drach (1871–1949)
- 1921: Auguste Boulanger (1866–1923)
- 1922: Eugène Cahen (1865–1941)
- 1923: Paul Appell (1855–1930)
- 1924: Paul Lévy (1886–1971)
- 1925: Paul Montel (1876–1975)
- 1926: Pierre Fatou (1878–1929)
- 1927: Bertrand de Defontviolant
- 1928: Alexandre Thybaut
- 1929: André Auric
- 1930: Émile Jouguet (1871–1943)
- 1931: Arnaud Denjoy (1884–1974)
- 1932: Gaston Julia (1893–1978)
- 1933: Alfred Lienard (1869–1958)
- 1934: Jean Chazy (1882–1955)
- 1935: Maurice Fréchet (1878–1973)
- 1936: René Garnier (1887–1984)
- 1937: Joseph Pérès (1890–1962)
- 1938: Georges Valiron (1884–1955)
- 1939: Henri Vergne
- 1940: ?
- 1941: Théophile Got
- 1942: Charles Platrier
- 1943: Bertrand Gambier (1879–1954)
- 1944: Jacques Chapelon
- 1945: Georges Darmois (1888–1960)
- 1946: Jean Favard (1902–1965)
- 1947: Albert Châtelet (1883–1960)
- 1948: Maurice Janet (1888–1983)
- 1949: Roger Brard
- 1950: Henri Cartan (1904–2008)
- 1951: André Lamothe
- 1952: Marie-Louise Dubreil-Jacotin (1905–1972)
- 1953: Szolem Mandelbrojt (1899–1983)
- 1954: Jean Leray (1906–1998)
- 1955: André Marchaud[3]
- 1956: Maurice Roy
- 1957: André Marchaud
- 1958: Paul Dubreil (1904–1994)
- 1959: André Lichnerowicz (1915–1998)
- 1960: Marcel Brelot (1903–1987)
- 1961: Gustave Choquet (1915–2006)
- 1962: Laurent Schwartz (1915–2002)
- 1963: Pierre Lelong (1912–2011)
- 1964: Jean Dieudonné (1906–1992)
- 1965: Charles Ehresmann (1905–1979)
- 1966: André Revuz (1914–2008)
- 1967: Georges Reeb (1920–1993)
- 1968: René Thom (1923–2002)
- 1969: Charles Pisot (1910–1984)
- 1970: Jean-Pierre Serre (* 1926)
- 1971: Jean Cerf (* 1928)
- 1972–1973: Jean-Pierre Kahane (1926–2017)
- 1974: Georges Poitou (1926–1989)
- 1975: Yvette Amice (1936–1993)
- 1976: Claude Godbillon (1937–1990)
- 1977: Jacques Neveu (1932–2016)
- 1978: Jean-Louis Koszul (1921–2018)
- 1979–1980: Marcel Berger (1927–2016)
- 1981: Michel Hervé (1921–2011)
- 1982–1983: Christian Houzel (* 1937)
- 1984: Jean-Louis Verdier (1935–1989)
- 1985: Bernard Malgrange (1928–2024)
- 1986–1987: Jean-François Méla
- 1988: Michel Demazure (* 1937)
- 1989: Gérard Schiffmann
- 1990–1992: Jean-Pierre Bourguignon (* 1947)
- 1992–1994: Daniel Barlet
- 1994–1996: Rémi Langevin (* 1950)
- 1996–1998: Jean-Jacques Risler (1940–2016)
- 1998–2001: Mireille Martin-Deschamps
- 2001–2004: Michel Waldschmidt (* 1946)
- 2004–2007: Marie-Françoise Roy (* 1950)
- 2007–2010: Stéphane Jaffard (* 1962)
- 2010–2012: Bernard Helffer (* 1949)
- 2012–2013: Aline Bonami (* ≈1945)
- 2013–2016: Marc Peigné
- 2016–2020: Stéphane Seuret
- 2020–2024: Fabien Durand
- seit 2024: Isabelle Gallagher